# جفری اجنیدیس
جفری اجنیدیس (انگلیسی: Jeffrey Eugenides؛ زادهٔ ۸ مارس ۱۹۶۰) نویسنده و استاد دانشگاه پرینستون اهل ایالات متحده آمریکا است.
وی همچنین برندهٔ جوایزی همچون کمک‌هزینه گوگنهایم و جایزه پولیتزر برای داستان شده‌است.